# Kovács József (labdarúgó, 1923)
Kovács József, (Budapest, 1923. július 29. – 2001) válogatott labdarúgó, hátvéd, majd edző. Testvére Kovács Imre olimpiai bajnok labdarúgó és edző. A sportsajtóban Kovács II néven volt ismert.

## Pályafutása

### Klubcsapatban
1945-ben mutatkozott be az élvonalban az MTK csapatában. 1951-ben és 1953-ban bajnok lett a csapattal. 1955-ös visszavonulásáig 294 bajnoki mérkőzésen szerepelt és 15 gólt szerzett.

### A válogatottban
1948 és 1951 között 5 alkalommal szerepelt a válogatottban. Ötszörös Budapest válogatott (1947–55), 17-szeres B-válogatott (1948–55).

### Edzőként
1962-től edzőként dolgozott. Először alsóbb osztályú csapatoknál volt vezetőedző (Emag, Kőbányai Lombik, Vasas Ikarusz), majd Egyiptomban vállalt munkát. 1970-ben tért haza és egy idényen át a Pécsi Ércbányász edzője volt. 1973 és 1979 között a Bp. Vasas Izzó vezetőedzője volt. Itt 1978-ban edzőként is bemutatkozott az élvonalban. Edző pályafutásának utolsó állomása, 1979 és 1981 között a SZEOL AK csapata volt. 1978 és 1980 között 40 bajnoki mérkőzésen ült a kispadon.

## Sikerei, díjai
- Magyar bajnokság
  - bajnok: 1951, 1953
  - 2.: 1948–49, 1950-ősz, 1952, 1954, 1955
  - 3.: 1949–50
- Magyar labdarúgókupa
  - győztes: 1952
- Közép-európai kupa (KK)
  - győztes: 1955
- A Magyar Népköztársaság kiváló sportolója (1951)[2]
- A Magyar Népköztársaság Érdemes Sportolója (1954)[3]

## Statisztika

### Mérkőzései a válogatottban
| Magyarország | Magyarország         | Magyarország                  | Magyarország  | Magyarország | Magyarország  | Magyarország | Magyarország | Magyarország |
| #            | Dátum                | Helyszín                      | Hazai         | Eredmény     | Vendég        | Kiírás       | Gólok        | Esemény      |
| ------------ | -------------------- | ----------------------------- | ------------- | ------------ | ------------- | ------------ | ------------ | ------------ |
| 1.           | 1948. május 23.      | Tirana, Qernal Stafa-stadion  | Albánia       | 0 – 0        | Magyarország  | Balkán-kupa  | -            |              |
| 2.           | 1950. szeptember 24. | Budapest, Megyeri úti stadion | Magyarország  | 12 – 0       | Albánia       | barátságos   | -            |              |
| 3.           | 1950. október 29.    | Budapest, Megyeri úti stadion | Magyarország  | 4 – 3        | Ausztria      | barátságos   | -            |              |
| 4.           | 1951. május 27.      | Budapest, Megyeri úti stadion | Magyarország  | 6 – 0        | Lengyelország | barátságos   | -            |              |
| 5.           | 1951. október 14.    | Vitkovice                     | Csehszlovákia | 1 – 2        | Magyarország  | barátságos   | -            |              |
|              | Összesen             |                               |               | 5            | mérkőzés      |              | 0            | gól          |